# جانلوکا دی جنارو
جانلوکا دی جنارو (انگلیسی: Gianluca Di Gennaro؛ زادهٔ ۱۱ فوریهٔ ۱۹۸۷) بازیکن فوتبال اهل ایتالیا است.
از باشگاه‌هایی که در آن بازی کرده‌است می‌توان به باشگاه فوتبال سمپدوریا و باشگاه فوتبال آ. ث. لومتزانه اشاره کرد.